# Puma (Wyspy Salomona)
Puma – osada na Wyspach Salomona (Prowincja Temotu). Jedna z dwóch miejscowości, która położona w północnej części wyspy Teanu, znajdującej się w grupie kilku sąsiadujących ze sobą wysp Vanikoro, otoczonych rafą koralową nad Oceanem Spokojnym. 